# ماهی‌خورک نوک‌زرد
ماهی‌خورک نوک‌زرد (نام علمی: Syma torotoro) نام یک گونه از تیره ماهی‌خورک‌های رودخانه‌ای است.